# Phorbia caesia
Phorbia caesia är en tvåvingeart som först beskrevs av Macquart 1835.  Phorbia caesia ingår i släktet Phorbia och familjen blomsterflugor.
Artens utbredningsområde är Frankrike. Inga underarter finns listade i Catalogue of Life.